# Szkoła Podstawowa im. św. Franciszka z Asyżu w Rozborzu
Szkoła Podstawowa im. św. Franciszka z Asyżu w Rozborzu – szkoła o charakterze podstawowym w Rozborzu.

## Historia
Początki szkolnictwa w Rozborzu są datowane na 1874 rok, gdy powstała szkoła ludowa 1-klasowa. W latach 1875–1878 szkoła była filialna, a w latach 1878–1903 szkoła była 1-klasowa, a od 1903 szkoła była 2-klasowa. Przydatnym źródłem archiwalnym do poznawania historii szkolnictwa w Galicji są austriackie Szematyzmy Galicji i Lodomerii. Szkoły wiejskie najpierw były tylko męskie, a od 1890 roku mieszane (koedukacyjne). 
Początkowo w latach 1874–1876 posada nauczycielska była nieobsadzona, a pierwszym stałym nauczycielem w 1876 roku został Jan Gnoiński. Od 1899 roku szkoła posiadała nauczycieli pomocniczych, którymi byli: Jadwiga Giedroić (1899–1900), Franciszka Cilinowska (1901–1902), Romualda Rutowska (1902–1903), Klementyna Bałucińska (1902–1903), Janina Mąceńska (1903–1904), Maria Oliwianka (1903–1904), Maria Jaworska (1904–1907), Apolonia Kuśmierczyk (1904–1909), Jakub Ćwikła (1907–1908), Helena Jaroszyńska (1908–1909), Marian Nawojski (1908–1909), Wacław Kopaczyński (1909–1911), Leonia Buczkówna (1909–1913), Stefan Szeliga (1910–1911), Karol Kopeć (1910–1911), Józef Lachurski (1912–1913), Włodzimiera Majewska (1911–1914?), Zofia Karakulska (1913–1914?), Józef Łańcucki (1913–1914?). Od 1911 roku szkoła była 2-klasowa z planem 4-letnim.
Początkowo warunki lokalowe były bardzo ciężkie, gdyż szkoła mieściła się w trzech budynkach, gdzie uczęszczało na naukę nawet 300 uczniów. W 1924 roku szkoła była 5-klasowa, a budynek posiadał 4 sale szkolne. 
1 września 1998 roku został oddany do użytku nowy budynek szkolny. W 1999 roku na mocy reformy oświaty, zorganizowano 6-letnią szkołę podstawową i 3-letnie gimnazjum. 4 października 2002 roku gimnazjum otrzymało imię św. Franciszka z Asyżu. We wrześniu 2003 roku został utworzony Zespół Szkół, a św. Franciszek z Asyżu został także patronem szkoły podstawowej. 1 czerwca 2004 roku została oddana do użytku sala gimnastyczna. W 2017 roku na mocy reformy oświaty przywrócono 8-letnią szkołę podstawową.
Kierownicy szkoły
1874–1876. posada nieobsadzona.
1876–1877. Jan Gnoiński.
1977–1878. Maria Weiss.
1878–1882. Karol Balicki.
1882–1886. Roman Gablankowski.
1886–1887. Adam Wojdałowicz.
1887–1889. Ludwik Tomeczek.
1889–1890. Antoni Folwarczny.
1890–1892. Franciszek Piróg.
1892–1894. Tomasz Dziewiewicz.
1894–1895. Jan Bróź.
1895–1896. Wanda Kaczorowska.
1896–1897. Henryk Mędrak.
1897–1898. Michalina Bienik.
1898–1899. Stanisław Stelmachniewicz.
1899–1901. Maria Kulig.
1901–1920. Antoni Folwarczny.
 ?–1932. Kazimierz Koczocik.
1932–?. Damian Cisek.